# Société jurassienne d’émulation
Die Société jurassienne d’émulation (SJE, «Jurassische Wetteifer-Gesellschaft») ist eine Gelehrtengesellschaft in der Schweiz. Der im Jahr 1847 gegründete Verein mit Sitz in Porrentruy im Kanton Jura zählt rund 1700 Mitglieder und versteht sich als unpolitisch. Er strebt danach, das Kulturgut im Jura zu bewahren und zu fördern, das Kunstschaffen und die Kulturschaffenden zu unterstützen sowie die Forschung in den verschiedensten Bereichen der Kultur zu fördern.

## Tätigkeiten
Die SJE unterhält sechs Studienkreise, die in direkten Kontakt mit der Forschung treten. Ebenso vereinen sie alle Mitglieder der Gesellschaft, Fachleute und fachkundige Amateure, die sich dem Studium eines bestimmten Wissensgebiets widmen wollen. Es sind dies die Bereiche historische Studien, wissenschaftliche Studien, Archäologie, Mathematik, Dialektforschung und Literatur. Sie haben das Ziel, durch Vorträge, Kolloquien, Besichtigungen, Ausstellungen und Veröffentlichungen die durchgeführten Forschungsarbeiten möglichst vielen Menschen zugänglich zu machen. Gefördert werden insbesondere junge Forscher.
Die SJE ist in 13 Sektionen gegliedert, die sich in Basel, Biel, Delémont, Franches-Montagnes, Genf, La Chaux-de-Fonds, La Neuveville, Lausanne, Neuchâtel, Moutier (Prévôté), Porrentruy, Saint-Imier (Erguël) und Tramelan befinden. Jede Sektion stellt jährlich ihr eigenes Tätigkeitsprogramm zusammen. Zur Unterstützung der Kreativität in Kunst und Wissenschaft führt die SJE in unregelmässigen Abständen Preisverleihungen durch. Es gibt einen Literaturpreis (seit 1927), einen Preis für Geschichtsforschung (seit 1969), den Jules-Thurmann-Preis für Wissenschaften (seit 1956) und den Jugendpreis Émulation-Jeunesse (seit 1988).
Seit 1857 gibt die SJE jährlich ein Jahrbuch mit wissenschaftlichen Beiträgen und Monografien heraus, die Actes de la Société jurassienne d’émulation. Diese sind seit 2015 bei E-Periodica online abrufbar. Ebenso ist die SJE ein Verlag für literarische und wissenschaftliche Werke jurassischer Autoren. Im Jahr 2003 starteten die SJE und der historische Studienkreis ein Projekt für ein Online-Lexikon. Das Dictionnaire du Jura (Lexikon des Jura) ist seit Oktober 2005 der Öffentlichkeit zugänglich und enthält mehrere Tausend Artikel in französischer Sprache über die Region; seit 2010 gibt es auch eine deutschsprachige Version mit geringerem Umfang.

## Geschichte
Auf Initiative von Xavier Stockmar trafen sich 13 Intellektuelle am 11. Februar 1847 im Hôtel de l’Ours in Porrentruy und gründeten die Société jurassienne d’émulation, die das Studium und die Kultur der Literatur, der Wissenschaften und der Künste im Jura fördern und verbreiten sollte. Der erste Präsident war Jules Thurmann. Mit der weiteren Entwicklung und dem Wachstum der SJE entstanden neue Sektionen und es wurden Verbindungen zu anderen Gesellschaften geknüpft. Ab den 1920er Jahren, und insbesondere unter der Leitung von Präsident Gustav Amweg, entwickelte die SJE ein besonderes Interesse für Malerei und Bildhauerei. Gemäss einer in den Statuten verankerten Tradition mussten die Mitglieder des Zentralkomitees der Sektion Porrentruy angehören; diese Regelung wurde 1961 aufgehoben. Seit damals haben neben natürlichen Personen auch jurassische Vereine mit einem Vereinszweck im Kulturbereich die Möglichkeit, Mitglieder zu werden. Die SJE spielte eine wichtige Rolle bei der Entstehung des Institut jurassien des sciences, des lettres et des arts im Jahr 1950, ebenso 1957 bei der Gründung der Jurassischen Volkshochschule. Seit 2007 ist die SJE ein Mitglied der Vereinigung Forum culture, welche die Kulturschaffenden des Berner Jura, des Kantons Jura und der Stadt Biel vereint.

## Präsidenten
| - 1847–1855: Jules Thurmann - 1855–1868: Xavier Kohler - 1868–1869: Joseph Durand - 1869–1875: Xavier Kohler - 1875–1877: Jean-Baptiste Thiessing - 1878–1879: Robert Caze - 1879–1882: Edouard Meyer - 1882–1890: Xavier Kohler - 1890–1892: Frédéric-Louis Koby - 1892–1897: Arnold Droz - 1897–1901: Ernest Balimann - 1901–1912: Adrien Kohler - 1912–1915: Théo Zobrist - 1915–1926: Lucien Lièvre | - 1926–1927: Germain Viatte - 1927–1933: Gustav Amweg - 1933–1942: Jean Gressot - 1942–1961: Ali Rebetez - 1961–1969: Charles Beuchat - 1969–1972: Edmond Guéniat - 1972–1981: Michel Boillat - 1981–1985: Jean-Luc Fleury - 1983–1994: Philippe Wicht - 1994–2002: Claude Juillerat - 2002–2010: Pierre Lachat - 2010–2014: Marcelle Roulet - 2014–2022: Martin Choffat - seit 2022: Paul Jolissaint |